# Fernando de Solier

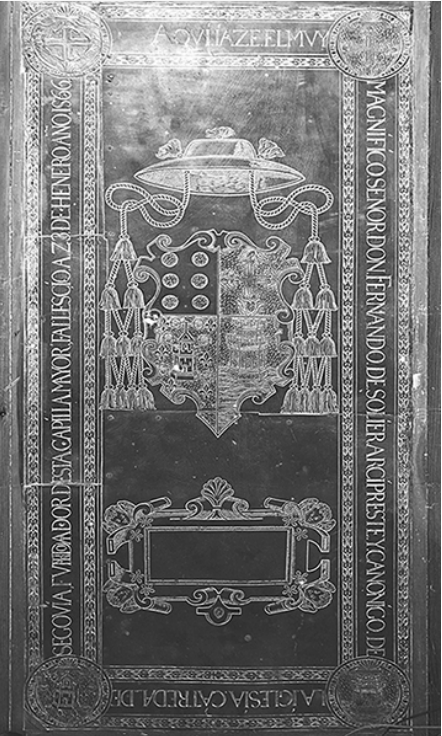
Tumba de Fernando de Solier en la capilla mayor de la iglesia de San Martín de Segovia.

Fernando de Solier (también, Hernando de Solier) (-Segovia, 1566) fue un clérigo que llegaría a ser arcipreste de la catedral de Segovia.

## Biografía
Perteneció a una ilustre familia segoviana que contaba con una importante casa en la plaza de San Martín.
En su juventud tomó la carrera eclesiástica. En algún momento de finales de la década de 1540 o de la primera mitad de la de 1550 estuvo en Roma. En esta ciudad, trabó conocimiento con Ignacio de Loyola. Este último era amigo de Luis de Mendoza, cura párroco de la iglesia de San Esteban y que pasó en Roma algún tiempo.
Fernando, que tuvo un sobrino homónimo jesuita (Hernando de Solier), tuvo un papel importante en la fundación del colegio de la Compañía de Jesús en Segovia. Ofreció una serie de bienes para la construcción del colegio. Estos activos no serían considerados suficientes por parte de la Compañía para considerarlo patrono del colegio. 
Tuvo también otro sobrino, Francisco Dávila y Monroy, hermano de Hernando de Solier, y que llegaría a ser arcipreste.
Finalmente, sería enterrado en la capilla mayor de la iglesia mayor de la catedral de Segovia.